# Béla Zulawszky
Béla Emil Lajos Zulawszky (født 23. oktober 1869 i Košice, Slovakiet, død 24. oktober 1914 i Avtovac, Srpska) var en ungarsk fægter, som deltog i to olympiske lege i begyndelsen af 1900-tallet.

## Fægtekarriere
Zulawszky var medlem af Magyar Atlétikai Club (MAC) i Budapest og var både aktiv fægter samt underviser i denne sport. Han deltog i Sommer-OL 1908 i London, hvor han stillede op individuelt i alle tre våbenarter. Hans placering i fleuret kendes ikke (fleuret var ikke en officiel sportsgren ved legene), mens han i kårde ikke kom videre fra første runde. Hans bedste resultat kom i sabel, hvor han med en tredjeplads i indledende pulje gik videre; derpå blev han nummer to i både anden runde og i semifinalen, og i finalen tabte han til sin landsmand Jenő Fuchs, der vandt guld, mens bøhmiske Vilém Goppold von Lobsdorf, Sr. blev nummer tre.
Ved OL 1912 i Stockholm stillede han op i fleuret og sabel, og i begge konkurrencer nåede han til semifinalen.

## Øvrige karriere
Zulawszky tog universitetseksamen i 1897 og blev gymnastiklærer ved militærakademiet i Koszeg. I 1912 gik han ind i den ungarske hær som officer og nåede majorgraden. Han blev dræbt i kamp i Sarajevo i de første dage af første verdenskrig.